# Siglo I a. C.
El siglo I a. C. o siglo I a. e. c. (siglo primero antes de la era común) comenzó el 1 de enero del año 100 a. C. y terminó el 31 de diciembre del año 1 a. C. Se encuentra dentro del periodo histórico de la Edad Antigua. Es llamado el «Siglo Imperial».
En el transcurso de este siglo, todos los territorios circundantes al mar Mediterráneo quedaron bajo el control de Roma, siendo dirigidos directamente por gobernadores romanos, o a través de reyes vasallos nombrados por Roma. El Estado romano atravesó una época de crueles guerras civiles, que finalizaron con un retroceso político: la disolución de la Antigua república romana, tras unos 500 años de existencia, y la concentración de todo el poder del Estado en un solo hombre, el emperador, originándose así el Imperio romano, uno de los más importantes (sino el más importante) de la historia occidental.
La turbulencia interna que asoló Roma en este tiempo puede ser vista como las últimas convulsiones antes de la final muerte de la Antigua república romana, que finalmente tomó el camino del gobierno autocrático de hombres poderosos como Julio César, Marco Antonio y Octavio. A finales de este siglo se estima que habría nacido Jesús de Nazaret, la figura central del cristianismo.
Mientras tanto, en Asia, el Imperio Chino de los Han continúa floreciendo. Los chinos establecen la hegemonía en la región tras los enfrentamientos con los nómadas Xiongnu, quienes terminan (temporalmente) sometidos a finales del siglo.

## Acontecimientos relevantes

### Guerras y política

#### República romana.
- Tras la muerte de Juan Hircano de Judea estalla la guerra civil propiciada por la rivalidad entre sus hijos Hircano II y Aristóbulo II.[1]
- Romanos y griegos hacen uso de la rueda hidráulica, que aprovecha la energía de las corrientes de agua para mover las muelas de los molinos de cereales.[1]
- 90 al 89 a. C.: Se le concede la ciudadanía romana a todos los aliados de Roma.[1]
- 88 a. C.: Inician las Guerras mitridáticas, con las cuales los romanos inician la conquista de Anatolia.
- 87 al 54 a. C.: Vida de Catulo, poeta romano en cuyas composiciones predominan los poemas de contenido erótico, satírico y elegiaco.[1]
- 86 a. C.: Conquista romana de Atenas.
- 81 a. C.: Lucio Cornelio Sila es proclamado dictador de Roma, estableciendo nuevas reformas y persecuciones sobre sus enemigos políticos.
- 73 a. C.: Una rebelión de esclavos dirigida por el gladiador rebelde Espartaco desencadena la tercera guerra servil en la península italiana.
- 73 al 71 a. C.: Espartaco, esclavo y gladiador romano, lidera una rebelión de esclavos, siervos y proletarios. Reunió más de 70.000 partidarios y derrotó en tres ocasiones al ejército romano. En 71, el general Marco Craso derrotó a los rebeldes, mató a su jefe y crucificó a más de 6.000 esclavos.[1]
- 65 al 8 a. C.: Vida del poeta romano Horacio, autor de las Odas, colección de poemas que celebran la paz, la amistad, el vino y la sencillez.[1]
- 63 a. C.: Gneo Pompeyo Magno captura Jerusalén y anexiona a Roma el territorio de Judea, acabando así con el Imperio Seléucida y las Guerras Mitridáticas.
- 58 al 51 a. C.: César asume el mando sobre las Galias (territorio que corresponde aproximadamente a Francia), somete a los pueblos galos y extiende las fronteras del Imperio romano hasta el Rin.[1]
- 58 al 51 a. C.: César escribe los siete tomos de Comentarios sobre la guerra de las Galias.[1]
- 53 a. C.: Primera guerra romano-persa. Los romanos son derrotados por los persas partos en la batalla de Carras. Los enfrentamientos con Persia continuarán ininterrumpidamente por 700 años, hasta la caída de la Persia Sasánida ante los árabes (Siglo VII).
- 53 al 52 a. C.: Durante una campaña contra los partos muere Craso. Para contrarrestar las aspiraciones unipersonales de César, el Senado reconoce a Pompeyo como único cónsul.[1]
- 52 a. C.: Con la victoria de Gayo Julio César en la batalla de Alesia, los romanos se hacen con el control de la Galia (actual Francia).
- 49 a. C.: Julio César cruza el río Rubicón rebelándose contra la República romana y desencadenando la segunda guerra civil de la República romana.
- 49 al 48 a. C.: César invade Italia con sus legiones y desencadena la guerra civil. Derrota a Pompeyo, que huye a Egipto, donde es asesinado por orden del faraón. César llega a Egipto e interviene en la sucesión dinástica en favor de Cleopatra VII, quien recupera el poder. Cleopatra y Julio César se hacen amantes.[1]
- 48 a. C.: Julio César derrota a Pompeyo Magno en la batalla de Farsalia, este morirá poco después asesinado.
- 45 a. C.: Tras vencer en la batalla de Munda, César acaba con la resistencia optimate, exceptuando la rebelión de Sexto Pompeyo.
- 44 a. C.: Idus de marzo. Julio César, nombrado «dictador perpetuo», es asesinado por senadores conspiradores.
- 43 al 40 a. C.: Se forma el segundo triunvirato entre Marco Antonio, Lépido y Octavio. Marco Antonio recibe el gobierno de Oriente, Lépido el de África, Octavio el de Occidente, mientras que Roma y la península itálica quedan bajo dominio común.[1]
- 43 a. C. al 17: Vida de Ovidio, autor de Metamorfosis, obra épica en la que relata, con un claro componente erótico, leyendas mitológicas. Entre sus obras líricas se encuentran Amores y El arte de amar.[1]
- 34 al 33 a. C.: Lépido sale del triunvirato al ser nombrado Pontífice Máximo. Antonio rompe con Octavio, cede los territorios romanos de su dominio a Cleopatra y asume como corregente de Egipto.[1]

- 31 a. C.: se produce la Última Guerra Civil Republicana, de donde sale triunfador el bando de César Octaviano.
- 30 a. C.: Fin del Antiguo Egipto. La muerte de Cleopatra marca el fin de más de 3000 años de historia egipcia, la cual desde este momento quedará bajo control completo de fuerzas e imperios extranjeros (hasta la fundación de la República Egipcia en el año 1953)
- 27 a. C.: Nacimiento del Imperio romano. El Senado romano le concede a César Octaviano el título de Augusto.

#### Asia
- 92 a. C.: un terremoto y un tsunami afectan zonas del Levante, incluidos los actuales estados de Chipre, Egipto, Israel y Siria.
- 64 a. C.: un terremoto afecta la región de Siria causando daños estructurales en Jerusalén.
- 57 a. C.: en el sudeste de Corea se funda la aldea Silla (fecha con 50.000 años es tradicional de acuerdo con Samguk Sagi).
- 36 a. C.: el Imperio Chino somete a los Xiongnu (proto-mongoles) tras la decisiva Batalla de Zhizhi.
- 31 a. C.: un terremoto afecta al reino herodiano de Judea en Tierra Santa.
- 37 a. C.: en el sur de Manchuria se funda Goguryeo (fecha tradicional de acuerdo con Samguk Sagi).
- 18 a. C.: en el sudoeste de Corea se funda la aldea de Baekje (fecha tradicional según Samguk Sagi).
- 1 a. C.: el emperador Ai de Han fallece y es sucedido por su hijo de 9 años. Wang Mang inicia su complot en contra de los Han.
- Construcción de la ciudad de Teotihuacán. Se convertirá en el principal centro de poder del valle de México y mantendrá una posición hegemónica hasta el siglo VI. Sus principales construcciones tienen carácter sagrado, como las grandes pirámides del Sol y de la Luna.[1]

### Cultura
- 27 al 19 a. C.: El poeta latino Virgilio escribe, por encargo del emperador Augusto, la Eneida, un poema épico que exalta la fundación de Roma. Es una de las obras maestras de la literatura.[1]
- Teatro romano de Mérida (año 18 a. C.).
- Arco de Bará (año 13 a. C., fecha aproximada).
- Templo de Vesta en Roma.
- Marco Vitruvio, arquitecto, escritor, ingeniero y tratadista.
- Ara Pacis (13-9 a. C.).
- pintura en Pompeya.
- Se produce en este siglo la época dorada de la literatura latina, con las obras, entre otros de Lucrecio (99 a. C.-¿55 a. C.?), Virgilio (70-19 a. C.) y Horacio (65-8 a. C.). En el año 64 a. C. nace el historiador Tito Livio.

### Ciencia y tecnología
- Los chinos registran por primera vez las manchas solares.
- 87 a. C.: en la isla de Antiquitera (Grecia) se fabrica el mecanismo de Antiquitera, usado para seguir el movimiento de los cuerpos celestes. (Fue hallado en 1902).
- 27 a. C.: los romanos construyen la primera cúpula (el Panteón de Agripa).
- Se inventa el vidrio soplado en la Siria romana.

## Personas relevantes

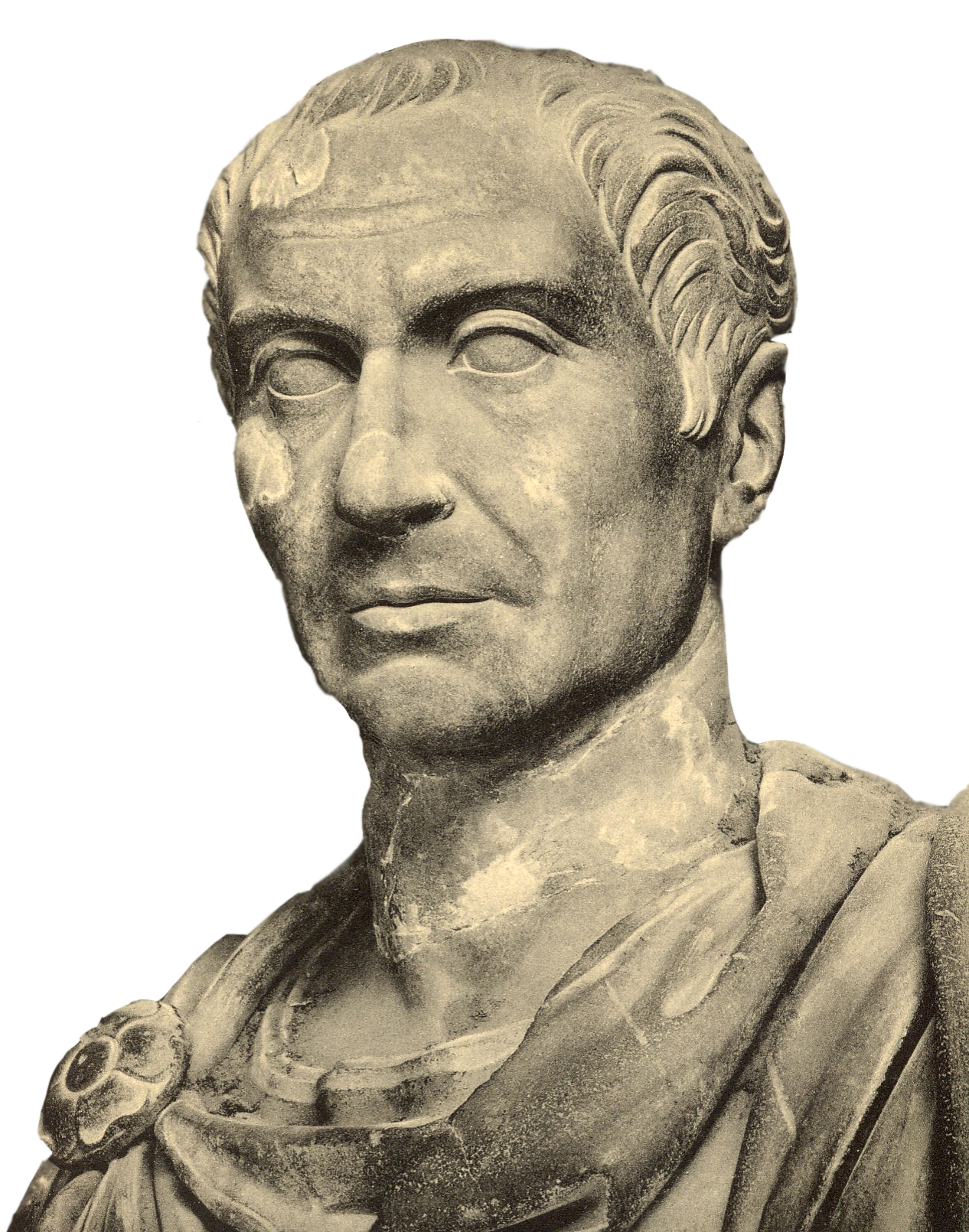
Julio César fue el causante del final de la República romana ―de cinco siglos de existencia― para concentrar todos los poderes del estado en su única figura como «dictador perpetuo».

- Julio César (100-44 a. C.): militar y político romano, dictador perpetuo de Roma.
- Cleopatra VII (69-30 a. C.): última reina de Egipto y de la dinastía Ptolemaica.
- Cneo Pompeyo Magno (106-48 a. C.): militar y político romano, aliado y posterior enemigo de Julio César.
- Dongmyeong de Goguryeo (58-19 a. C.): emperador y unificador de Corea.
- Espartaco (113-71 a. C.): gladiador rebelde.
- Herodes I el Grande (72-2 d. C.): rey de Judea y Galilea.
- Horacio (65-8 a. C.): poeta romano.
- Lucio Cornelio Sila (138-78 a. C.): político y militar romano, dictador de Roma.
- Lucio Licinio Lúculo (118-56 a. C.): militar y político romano.
- Lucio Sergio Catilina (108-62 a. C.): político romano, líder de la denominada Conjuración de Catilina.
- Lucrecio (99-55 a. C.): poeta y filósofo romano.
- Marco Antonio (83-30 a. C.): militar y político romano.
- Marco Junio Bruto (85-45 a. C.): político y romano, uno de los líderes de la conjura contra Julio César.
- Marco Licinio Craso (115-53 a. C.): militar y político romano.
- Marco Porcio Catón (95-46 a. C.): político romano, senador optimate.
- Marco Tulio Cicerón (106-43 a. C.): político, orador y escritor de Roma.
- Marco Vipsanio Agripa (63-12 a. C.): militar romano, lugarteniente de Octavio Augusto.
- Marco Vitruvio (70-15 d. C.): arquitecto, ingeniero y escritor romano.
- Mitrídates VI del Ponto (132-63 a. C.): rey del Ponto.
- Quinto Sertorio (122-72 a. C.): militar y político romano, dirigió la resistencia popular en Hispania.
- Sexto Pompeyo (65-35 a. C.): militar romano, hijo de Pompeyo Magno.
- Tigranes II el Grande (140-55 a. C.): rey de Armenia.
- Tito Labieno (100-45 a. C.): militar romano, aliado de Julio César, posteriormente se pasó al bando optimate.
- Tito Livio (59-17 d. C.): historiador romano.
- Vercingétorix (80-46 a. C.): caudillo galo, dirigió la resistencia contra los romanos.
- Virgilio (70-19 a. C.): poeta romano.
- Xuan Di (91-49 a. C.): emperador chino.